# 金元寿子
金元 寿子（かねもと ひさこ、本名：同じ、1987年12月16日 - ）は、日本の女性声優、歌手。旧芸名は、相川 寿里（あいかわ じゅり）。岡山県倉敷市出身。ぷろだくしょんバオバブ所属。
代表作は、『侵略!イカ娘』（イカ娘）、『ゲーマーズ!』（天道花憐）、『妹さえいればいい。』（可児那由多）、『ガールズ&パンツァー』（カチューシャ、ホシノ）、『スマイルプリキュア!』（黄瀬やよい / キュアピース）、『翠星のガルガンティア』（エイミー）、『暗殺教室』（倉橋陽菜乃）、『琴浦さん』（琴浦春香）、『ソ・ラ・ノ・ヲ・ト』（カナタ / 空深彼方）など。

## 経歴
幼いころから両親の影響で吹き替え作品が好きで、声優に憧れるようになったという。
声優を目指したきっかけは高校3年生の進路を決める時である。小さい頃は、しゃべることが苦手であり、「もっとしゃべれるようになりたい、しゃべる勉強がしたい！」と思っていた。当時からアニメが好きだったこともあり、「声優の専門学校へ行ってみたい」と考えるようになった。『ヒカルの碁』で塔矢アキラを演じていた小林沙苗への憧れが、声優を目指したきっかけの一つになっている。特に影響を受けた好きな作品として、前述の『ヒカルの碁』、『∀ガンダム』や『名探偵ホームズ』を挙げている。
岡山県立鴨方高等学校を卒業後に、専門学校アートカレッジ神戸声優学科へ進む。
当時、両親は金元の突然の志望表明に猛反対だったが、強い意志で押し切ってひとり暮らしをしながら専門学校に通っていたという。
2008年に専門学校を卒業後は東京へ移り、ぷろだくしょんバオバブ附属養成所『B・A・O』に所属する。
2009年5月5日に「DreamParty東京2009春」で行われた『たのだん』公開オーディションに一般応募で参加し、観客投票にて主人公のシャーリィ役に選ばれる。ぷろだくしょんバオバブへの預りとなった時に相川寿里の芸名を名乗るが、2009年10月3日・10月4日の「電撃キャラクターフェスティバル2009」のメインステージで本名の金元寿子を使用することを発表した。
2010年、テレビアニメ『ソ・ラ・ノ・ヲ・ト』の主人公・カナタ（空深彼方）役で本格的なデビューを果たし、同年秋放送のテレビアニメ『侵略!イカ娘』においても主人公・イカ娘役に抜擢された。翌年、第5回声優アワードにおいて、「新人女優賞」を受賞した。
2014年9月10日、アメーバブログにてオフィシャルブログを開設した。
2018年5月26日、北京での語学勉強を目的とした海外留学のため、同年夏から翌2019年3月まで休業することを発表した。
2019年3月1日、仕事への復帰を発表した。

## 人物
10代の女の子役を演じることが多い。
趣味は映画鑑賞、音楽鑑賞、プラモデル作り。特技はバスケットボール、バレーボールなどである。MOS Word2003と英検3級の資格を持っている。
好きなゲームとして、『メタルギアシリーズ』や『天誅』を挙げている。
数々の作品で共演している赤﨑千夏とは公私共に親交が深く、二人で旅行に出かけるほど仲が良い。また、ラジオで共演している巽悠衣子をはじめ、内山夕実・田村睦心・茅野愛衣といった同年代の女性声優とも交流がある。
中学時代はバスケ部、高校時代はバレー部に所属していた。
声優をしていなかったら高校時代は介護の勉強をしていたため、地元で、介護士か農業をしていたと語っている。
座右の銘は「自分を耕し、気のむくままに」。
2歳上の姉がおり、ネイリストをしている。

## 作品関連
2010年9月11日に開催された『侵略!イカ娘』のイベント「侵略でゲソ祭」ではイカ娘のコスプレを披露した。『週刊少年チャンピオン』2010年52号でもイカ娘のコスプレグラビアで登場している。
オーディションでイカ娘役に選ばれた理由は、監督の水島努が「もっとも自然に『…ゲソ』と言える人だったから」と述べている。イカ娘の特徴的な口調である「〜イカ? 〜ゲソ」は、2010年のネット流行語大賞（産経新聞主催）銅賞を受賞している。
『スマイルプリキュア!』で演じたキュアピースは、2019年9月14日にNHK BSプレミアムで放送された「発表!全プリキュア大投票」の好きなプリキュア部門で第5位にランクインした。
キュアピースが毎回行うじゃんけん（ピカピカぴかりん じゃんけんポン♪）に関して、前半話数は大塚隆史監督が何の手を出すか決めていたが、後半からは金元自身が手を決定していた。また、プリキュア関連のイベントでは、「ぴかりんじゃんけん」を観客と度々行っており、恒例になっている。
『美少女戦士セーラームーンCrystal』のオーディションでは、月野うさぎ役の三石琴乃と実際に演技の掛け合いをしたが、緊張のあまりペットボトルを蹴って水を溢してしまい、三石らに拭いてもらうという出来事があった。そのミスもあって「（オーディションに）落ちたと思った」と語っている。
岡山県出身であることから、『七葉院まゆせ（両備グループ）』、『帆風あおい（明石スクールユニフォームカンパニー）』、『瀬戸町果音・果南（瀬戸農産物加工企業組合）』、『瀬戸水葡（自衛隊岡山地方協力本部）』、『はれのくにえ（岡山県公聴広報課）』、『おかやま犬（岡山県公聴広報課）』、『ジスたん（ファンタジスタ）』など岡山に関連するキャラクターのボイスを多数担当している。また、声優としての活躍が認められ、岡山県からの任命で「おかやま晴れの国大使」に就任した。

### 留学中の代役
金元の留学に伴う休業中、持ち役を引き継いだ声優は以下の通り。これらの引き継がれた役に関しては、活動再開後も復帰しておらず、降板となっている。
| 後任       | 役名       | 作品                               | 後任の初出演                       |
| ---------- | ---------- | ---------------------------------- | ---------------------------------- |
| 花守ゆみり | 目白渚央   | 『ぱすてるメモリーズ』             | 2018年8月13日更新以降              |
| 瀬戸麻沙美 | 澄空つばさ | 『B-PROJECT〜鼓動*アンビシャス〜』 | 『B-PROJECT〜絶頂*エモーション〜』 |

## 出演
太字はメインキャラクター。

### テレビアニメ
2009年
- 宙のまにまに（江戸川みく） - 相川寿里名義

2010年
- SDガンダム三国伝 Brave Battle Warriors（子供、女官）
- オオカミさんと七人の仲間たち（初華〔ういか〕、女生徒A）
- 屍鬼（前田志保梨）
- ジュエルペット てぃんくる☆（ジュディ）
- 侵略!イカ娘（2010年 - 2011年、イカ娘、ミニイカ娘） - 2シリーズ
- セキレイ〜Pure Engagement〜（葛城、セキレイ）
- ソ・ラ・ノ・ヲ・ト（カナタ〈空深彼方〉）
- 閃光のナイトレイド（鍵谷棗の妹）
- デュラララ!!（2010年 - 2016年、折原九瑠璃、マネージャー、友人） - 4シリーズ
- ドラえもん（テレビ朝日版第2期）（2010年 - 2021年、ミニドラ〈2代目〉、女の子、少年のママ、生徒）
- バトルスピリッツ 少年激覇ダン（女B、侍女A）
- ひめチェン!おとぎちっくアイドル リルぷりっ（綾花、女子D、女子高生B、生徒C、浮田）
- 迷い猫オーバーラン!（ラジオ、女子A）
- 名探偵コナン（2010年 - 2024年、子供、女性店員、鎌屋崇司の彼女、諸伏景光〈少年時代〉）
- リタとナントカ（生徒）

2011年
- お兄ちゃんのことなんかぜんぜん好きじゃないんだからねっ!!（女子）
- カッコカワイイ宣言!（加奈子）
- クッキンアイドル アイ!マイ!まいん!（パパイヤ）
- これはゾンビですか?（2011年 - 2012年、トモノリ〈メイル・シュトローム〉） - 2シリーズ
- 猫神やおよろず（テオナナ・カトル、ミケ）
- バトルスピリッツ ブレイヴ（エリス）
- 花咲くいろは（立花娘）
- 緋弾のアリア（中空知美咲）
- BLEACH（九条望実）
- 47都道府犬（岡山犬）

2012年
- お兄ちゃんだけど愛さえあれば関係ないよねっ（美少女）
- ガールズ&パンツァー（カチューシャ、ホシノ）
- ココロコネクト（桐山唯）
- じょしらく（まーちゃん）
- 人類は衰退しました（妖精さん、子供、巻き毛）
- 好きっていいなよ。（小川千晴）
- スマイルプリキュア!（2012年 - 2013年、黄瀬やよい / キュアピース、ミラクルピース、バッドエンドピース）
- ゼロの使い魔F（ルクシャナ）
- それいけ!アンパンマン（モクちゃん〈3代目〉）
- トータル・イクリプス（能登和泉）
- マジでオタクなイングリッシュ!りぼんちゃん 〜英語で戦う魔法少女〜（ベル）
- モーレツ宇宙海賊（グリュンヒルデ・セレニティ）
- 輪廻のラグランジェ（アステリア・リーザマリー・ド・ロシュフォール） - 2シリーズ

2013年
- AKB0048 next stage（芽衣）
- 俺の彼女と幼なじみが修羅場すぎる（秋篠姫香）
- ぎんぎつね（冴木まこと）
- 琴浦さん（琴浦春香）
- 翠星のガルガンティア（エイミー）
- ストライク・ザ・ブラッド（2013年 - 2014年、南宮那月 / サナ）
- 世界でいちばん強くなりたい!（福岡萌）
- とある科学の超電磁砲S（甘味栄華）
- 東京レイヴンズ（2013年 - 2014年、北斗、相馬多軌子）
- フォトカノ（早倉舞衣）
- マジでオタクなイングリッシュ!りぼんちゃん the TV（ベル）

2014年
- 悪魔のリドル（一ノ瀬晴）
- ガールフレンド（仮）（湯川基世）
- 金田一少年の事件簿R（濱秋子）
- 繰繰れ! コックリさん（じめ子）
- 最近、妹のようすがちょっとおかしいんだが。（桐谷雪那）
- シドニアの騎士（2014年 - 2015年、緑川纈） - 2シリーズ
- Z/X IGNITION（倉敷世羅、男の子）
- そにアニ -SUPER SONICO THE ANIMATION-（オウカ〈殺戮院鏖禍〉）
- 七つの大罪（2014年 - 2021年、ベロニカ・リオネス、妖精） - 3シリーズ + 特別編
- ハピネスチャージプリキュア!（キュアピース）
- 僕らはみんな河合荘（渡辺彩花）
- ログ・ホライズン（2014年 - 2021年、多々良、櫛八玉） - 2シリーズ

2015年
- アイカツ!（エリサ別府）
- 暗殺教室（倉橋陽菜乃）
- ガンスリンガー ストラトス（片桐鏡華）
- 機動戦士ガンダム 鉄血のオルフェンズ（2015年 - 2017年、アトラ・ミクスタ） - 2シリーズ
- GATE 自衛隊 彼の地にて、斯く戦えり（2015年 - 2016年、テュカ・ルナ・マルソー） - 2シリーズ
- 銃皇無尽のファフニール（リーザ・ハイウォーカー）
- 純潔のマリア（マリア）
- SHIROBAKO（鈴木京子、ありあ）
- スタミュ（2015年 - 2019年、那雪つむぎ） - 2シリーズ
- VALKYRIE DRIVE -MERMAID-（アンジェ）
- ヘヴィーオブジェクト（2015年 - 2016年、おほほ）
- みんな集まれ!ファルコム学園SC（フィー・クラウゼル）
- 落第騎士の英雄譚（東堂刀華）
- レーカン!（木村先生）
- 六花の勇者（ロロニア）

2016年
- Re:ゼロから始める異世界生活（短髪女狂人） - 2020年に第1期新編集版が放送
- 斉木楠雄のΨ難（プシー）
- 最弱無敗の神装機竜（ヘイズ）
- ツキウタ。 THE ANIMATION（聖クリス）
- ニンジャスレイヤー フロムアニメイシヨン スペシャル・エディション版（アサリ）
- ねじ巻き精霊戦記 天鏡のアルデラミン（ミアラ・ギン）
- ネトゲの嫁は女の子じゃないと思った?（イサナ）
- B-PROJECT〜鼓動*アンビシャス〜（澄空つばさ）
- 美少女戦士セーラームーンCrystal Season III（水野亜美 / セーラーマーキュリー）
- ブブキ・ブランキ（一希薫子） - 2シリーズ
- ふらいんぐうぃっち（ひな）
- PERSONA5 the Animation -THE DAY BREAKERS-（ヒナ）
- ラブライブ!サンシャイン!!（2016年 - 2017年、いつき） - 2シリーズ
- レガリア The Three Sacred Stars（レツ・ナルミ）
- Lostorage incited WIXOSS（2016年 - 2018年、メル） - 2シリーズ

2017年
- クレヨンしんちゃん（天井チヨ子）
- ID-0（クレア・ホウジョウ）
- ソード・オラトリア ダンジョンに出会いを求めるのは間違っているだろうか外伝（フィルヴィス・シャリア）
- Re:CREATORS（まりね）
- GRANBLUE FANTASY The Animation（2017年 - 2019年、ジータ） - 2シリーズ
- 縁結びの妖狐ちゃん（塗山ロロ）
- ゲーマーズ!（天道花憐）
- 地獄少女 宵伽（真山静香）
- 神撃のバハムート VIRGIN SOUL（リド）
- ようこそ実力至上主義の教室へ（2017年 - 2024年、星之宮知恵） - 3シリーズ
- 魔法陣グルグル（チュリカ）
- 食戟のソーマ シリーズ（2017年 - 2020年、薙切えりな） - 4シリーズ
- 妹さえいればいい。（可児那由多、デスマスク・ミッドフィールド）
- クジラの子らは砂上に歌う（サミ）
- いぬやしき（井上ふみの）
- 血界戦線 & BEYOND（キャロライン・フォスター）

2018年
- 宇宙よりも遠い場所（高橋めぐみ）
- りゅうおうのおしごと!（空銀子）
- 魔法使いの嫁（イーサン・バークレム）
- citrus（タチバナ・サラ）
- BanG Dream! ガルパ☆ピコ（2018年 - 2022年、羽沢つぐみ） - 3シリーズ
- 閃乱カグラ SHINOVI MASTER -東京妖魔篇-（叢）
- ユリシーズ ジャンヌ・ダルクと錬金の騎士（妖精A）

2019年
- BanG Dream!（2019年 - 2022年、羽沢つぐみ） - 2シリーズ + 1作品
- ゲゲゲの鬼太郎（第6作）（星華）
- ロード・エルメロイII世の事件簿 -魔眼蒐集列車 Grace note-（メアリ・リル・ファーゴ）
- 超人高校生たちは異世界でも余裕で生き抜くようです!（神崎桂音）
- Z/X Code reunion（倉敷世羅）
- 神田川JET GIRLS（2019年 - 2020年、新紫集院文ヶ）
- Dr.STONE（コニー・リー）
- アズールレーン（ケント、神通）
- 炎炎ノ消防隊（2019年 - 2026年、アサコ・アーグ） - 4シリーズ

2020年
- 異種族レビュアーズ（ゼルゼル）
- グレイプニル（コンビニ店員 / 相原未来）
- ミュークルドリーミー（2020年 - 2022年、すう） - 2シリーズ
- 恋とプロデューサー〜EVOL×LOVE〜（わたし）
- モンスター娘のお医者さん（ディオネ・ネフィリム）
- せいぜいがんばれ!魔法少女くるみ（2020年 - 2021年、三原色みずき）

2021年
- 弱キャラ友崎くん（2021年 - 2024年、日南葵） - 2シリーズ
- 怪物事変（弥太郎）
- 無職転生 〜異世界行ったら本気だす〜（2021年 - 2024年、ゼニス・グレイラット） - 3シリーズ
- ホリミヤ（2021年 - 2023年、井浦基子） - 2シリーズ
- ひげを剃る。そして女子高生を拾う。（後藤愛依梨）
- Vivy -Fluorite Eye's Song-（マーガレット）
- SCARLET NEXUS（ユイト・スメラギ〈5歳〉 / 子供ユイト）
- 現実主義勇者の王国再建記（2021年 - 2022年、マリア・ユーフォリア） - 2シリーズ
- デジモンアドベンチャー:（ナノモン）
- ふしぎ駄菓子屋 銭天堂（長浜陽太）
- 名探偵コナン 警察学校編 Wild Police Story（2021年 - 2022年、諸伏景光〈幼少時代〉）

2022年
- 幻想三國誌 -天元霊心記-（小霊、魍魎姫）
- ヘアピンダブル（碓氷京子 / ヘアピンブルー）
- 処刑少女の生きる道（モモ）
- 社畜さんは幼女幽霊に癒されたい。（伏原さん）
- まちカドまぞく 2丁目（ナゾの声 / 千代田桜）
- 恋は世界征服のあとで（黒百合凶子〈鋼鉄王女〉）
- シャインポスト（ファン、トッカさん）
- オーバーロードIV（リリネット・ピアニ）
- 異世界おじさん（沢江）
- 陰の実力者になりたくて!（2022年 - 2023年、イプシロン） - 2シリーズ
- 恋愛フロップス（バイ・モンファ）
- 4人はそれぞれウソをつく（水着のお姉さん）
- 後宮の烏（女、琴恵瑤）
- クールドジ男子（貴之姉）
- 「艦これ」いつかあの海で（清霜）

2023年
- REVENGER（鳰）
- お兄ちゃんはおしまい!（穂月かえで）
- お隣の天使様にいつの間にか駄目人間にされていた件（藤宮志保子）
- デジモンゴーストゲーム（琴葉）
- 異世界はスマートフォンとともに。2（ベルフローラ）
- 青のオーケストラ（木村隆美）
- BanG Dream! It's MyGO!!!!!（羽沢つぐみ）
- EDENS ZERO（イジューナ）
- ダークギャザリング（紅）
- 逃走中 グレートミッション（2023年 - 2024年、レイラ）

2024年
- ドッグシグナル（東山絵麻）
- 転生したらスライムだった件（エルメシア）
- 杖と剣のウィストリア（フィルヴィス・シャリア）
- 僕の妻は感情がない（デメテルVI型）
- なぜ僕の世界を誰も覚えていないのか?（六元鏡光）
- さようなら竜生、こんにちは人生（マイラール）
- 魔王2099（トラート＝ゲーテル）
- 新テニスの王子様 U-17 WORLD CUP SEMIFINAL（アストリット・ターナー）

2025年
- Aランクパーティを離脱した俺は、元教え子たちと迷宮深部を目指す。（ママル、人々）
- 男女の友情は成立する?（いや、しないっ!!）（夏目咲良）
- 勘違いの工房主〜英雄パーティの元雑用係が、実は戦闘以外がSSSランクだったというよくある話〜（ミミコ）
- 機動戦士Gundam GQuuuuuuX（ドゥー・ムラサメ）
- 九龍ジェネリックロマンス（スーハン）
- 強くてニューサーガ（セライア）
- 銀河特急 ミルキー☆サブウェイ（アカネ）
- 勇者パーティーを追放された白魔導師、Sランク冒険者に拾われる 〜この白魔導師が規格外すぎる〜（リリィ）
- SAKAMOTO DAYS（謎の女子高生 / 虎丸尚）

### 劇場アニメ
2010年
- 超電影版SDガンダム三国伝 〜Brave Battle Warriors〜（村の子供達）

2011年
- 星を追う子ども（アスナ〈渡瀬明日菜〉）

2012年
- 映画 スマイルプリキュア! 絵本の中はみんなチグハグ!（黄瀬やよい / キュアピース）
- 映画 プリキュアオールスターズNewStageシリーズ（2012年 - 2014年、黄瀬やよい / キュアピース） - 3作品

2013年
- AURA 〜魔竜院光牙最後の闘い〜（子鳩志奈子）
- 劇場版 空の境界 未来福音（両儀未那）

2014年
- モーレツ宇宙海賊 ABYSS OF HYPERSPACE -亜空の深淵-（グリュンヒルデ・セレニティ）

2015年
- ガールズ&パンツァー 劇場版（カチューシャ、ホシノ）
- GAMBA ガンバと仲間たち（プレスコキャスト）
- 劇場版 シドニアの騎士（緑川纈）
- UFO学園の秘密（ハル / 森下春花）

2018年
- 映画ドラえもん のび太の宝島（ミニドラ）
- モンスターストライク THE MOVIE ソラノカナタ（マナ）
- 映画 HUGっと!プリキュア♡ふたりはプリキュア オールスターズメモリーズ（黄瀬やよい / キュアピース）

2019年
- ラブライブ!サンシャイン!! The School Idol Movie Over the Rainbow（いつき）
- BanG Dream! FILM LIVE / 2nd Stage（2019年 - 2021年、羽沢つぐみ） - 2作品

2020年
- 劇場版 SHIROBAKO（鈴木京子、ありあ）

2021年
- 劇場版 美少女戦士セーラームーンEternal（水野亜美 / セーラーマーキュリー） - 前後編
- 夏目友人帳 石起こしと怪しき来訪者（ミツミ）
- 劇場版 BanG Dream! Episode of Roselia I・II（羽沢つぐみ） - 2部作
- シドニアの騎士 あいつむぐほし（緑川纈）
- 劇場版 七つの大罪 光に呪われし者たち（ベロニカ）
- 劇場版 抱かれたい男1位に脅されています。〜スペイン編〜（2021年、八千代〈回想〉）

2022年
- 劇場版 BanG Dream! ぽっぴん'どりーむ!（羽沢つぐみ）

2023年
- 劇場版 美少女戦士セーラームーンCosmos（水野亜美 / セーラーマーキュリー） - 前後編

### OVA
2010年
- 模型戦士ガンプラビルダーズ ビギニングG（コウジのファン）

2011年
- デュラララ!! 第25話「天下泰平」（折原九瑠璃） - DVD13巻特典
- Baby Princess 3Dぱらだいす0（ラブ）（綿雪）

2012年
- 乙女はお姉さまに恋してる〜2人のエルダー〜（冷泉淡雪）
- 侵略!!イカ娘（2012年 - 2014年、イカ娘） - コミックス12・14・17巻限定版特典
- 猫神やおよろず（テオナナ・カトル）
- Fate/Zero お願い!アインツベルン相談室（弟子ゼロ号 / ゼっちゃん） - Blu-ray Disc Box I・II 特典映像
- ゆめくり（御子貝あき）
- 輪廻のラグランジェ（アステリア・リーザマリー・ド・ロシュフォール） - 2シリーズ

2013年
- アークIX（レベッカ・ロス）
- 翠星のガルガンティア（2013年 - 2015年、エイミー） - TV第14話+『めぐる航路、遥か』

2014年
- 悪魔のリドル 第十三問（一ノ瀬晴）
- ガールズ&パンツァー これが本当のアンツィオ戦です!（ホシノ）
- 最近、妹のようすがちょっとおかしいんだが。 第13話（桐谷雪那） - コミックス第7巻BD付き特装版

2015年
- かな〜でぃあんファミリーズ（いぬ）
- SHIROBAKO 第三飛行少女隊 第1話（ありあ） - Blu-ray＆DVD7巻特典
- ストライク・ザ・ブラッド（2015年 - 2022年、南宮那月） - 5シリーズ + スペシャルOVA
- 閃乱カグラ ESTIVAL VERSUS -水着だらけの前夜祭-（叢）
- 僕らはみんな河合荘 特別編「初めての」（渡辺彩花）

2016年
- スタミュ OVA 第2巻（那雪つむぎ）

2017年
- 食戟のソーマ 弐ノ皿（薙切えりな） - コミックス第24・25巻DVD付き限定版
- ガールズ&パンツァー 最終章（2017年 - 2023年、ホシノ、カチューシャ）
- バジャのスタジオ（カナ子）

2018年
- 伊藤潤二『コレクション』 DVD特典OVA「富江」（三尾雪子）

2021年
- Fate/Grand Carnival（エレナ・ブラヴァツキー）

2022年
- 無職転生 〜異世界行ったら本気だす〜「エリスのゴブリン討伐」（テレーズ・ラトレイア） - TV未放送エピソード
- 女の園の星（久保田真弓） - 単行本第3巻Blu-ray Disc付き特装版

### Webアニメ
2014年
- 美少女戦士セーラームーンCrystal（2014年 - 2015年、水野亜美 / セーラーマーキュリー） - 2シリーズ

2015年
- 弱酸性ミリオンアーサー（2015年 - 2018年、ウアサハ、モブ、子供C） - 5シリーズ
- ニンジャスレイヤー フロムアニメイシヨン（アサリ）
- ぽすくま（日本郵便）（ぽすこぐま）
- みんなのおかやま犬（おかやま犬）
- 妖怪お国自慢（温羅）

2016年
- 月曜日のたわわ（徳森さん）
- 殺せんせーQ!（倉橋陽菜乃）
- モンスターストライク（2016年 - 2017年、マナ・リビングストン / マナ・アニマ、少女）

2017年
- せいぜいがんばれ!魔法少女くるみ（2017年 - 、プリマシアン / 三原色みずき、通りすがりの女子大生）

2018年
- 衛宮さんちの今日のごはん（藤村大河〈学生〉）

2021年
- 幼女社長（2021年 - 2023年、割戸真友） - 2シリーズ
- しゃばけ（鈴彦姫）

2022年
- ブルーアーカイブ 1.5周年記念ショートアニメーション（赤司ジュンコ）
- かげじつ！（2022年 - 2023年、イプシロン）

2023年
- 伊藤潤二『マニアック』（小夜子）
- Fate/Grand Order 藤丸立香はわからない（エレナ・ブラヴァツキー）
- GAMERA -Rebirth-（ボコ）

2024年
- T・Pぼん（フィリッピデスの妹）

### ゲーム
2009年
- 雀龍門（ツンデレお嬢様）
- The Tower of AION

2010年
- ソード・ワールド2.0リプレイ たのだん（シャーリィ）
- ソ・ラ・ノ・ヲ・ト 乙女ノ五重奏（クインテット）（カナタ〈空深彼方〉）
- デュラララ!! 3way standoff（折原九瑠璃）
- ぱすてるチャイムContinue（アルツ・エリオン）

2011年
- ヴァイスシュヴァルツ ポータブル（夜月アリア）
- ヴィオラートのアトリエ〜グラムナートの錬金術士2〜群青の思い出（ラピス）
- オトメディウスX（エクセレント!）（ダークフォース）
- きみぼく（小日向奈帆）
- クイーンズゲイト スパイラルカオス（アイネ）
- どきどきすいこでん（ハイゼル祐子）
- ドリームクラブZERO（ノノノ）
- ドリームクラブZERO ポータブル（ノノノ）
- LORD of VERMILION Re:2（エーコ・キャルオル）

2012年
- アイログ（絵島希望）
- ガールフレンド（仮）（2012年 - 2024年、湯川基世）
- ガンスリンガー ストラトス（片桐鏡華）
- 君と一緒に2（木戸曜子） - 期間限定
- 幻想水滸伝 紡がれし百年の時（メアメイ、レーテ）
- ココロコネクト ヨチランダム（桐山唯）
- スマイルプリキュア! レッツゴー! メルヘンワールド（黄瀬やよい / キュアピース）
- 戦国大戦 -1582 日輪、本能寺より出づる-（菊姫、猫御前、SS甲斐姫、EX豪姫、EX菊姫）
- 葬送鬼レギナルト（フランツィスカ・ガル）
- Dream Drops（元気）
- バイオハザード オペレーション・ラクーンシティ（シェリー・バーキン）
- はち恋（冴木のあ）
- ヒーローズファンタジア（沢田美千恵）
- ファンタシースターオンライン2（フーリエ）
- フォトカノ（早倉舞衣）
- 不死鬼譚きゅうこん 千年少女（美月）
- マージャン★ドリームクラブ（ノノノ）
- 魔王がこーりんぐ!（悠木早苗）
- 魔導学院エスペランサ
- 夕暮れのバルキリーズ（四辻ももあ）
- 嫁コレ（イカ娘、トモノリ〈吉田友紀 / メイル・シュトローム〉、エイミー、早倉舞衣、秋篠姫香）
- ルーンファクトリー4（シャオパイ）

2013年
- AKIBA'S TRIP2（Rin）
- アルカディアスの戦姫（ヴィオロン）
- 英雄伝説 閃の軌跡（フィー・クラウゼル）
- アプリ彼女（ココ）
- オカルトメイデン（蘆屋雀）
- お姉チャンバラZ〜カグラ〜 With NoNoNo!（ノノノ）
- 閃乱カグラ SHINOVI VERSUS -少女達の証明-（叢）
- ダンジョントラベラーズ2 王立図書館とマモノの封印（ユーニ・コルテク）
- ドリームクラブZERO Special Edipyon!（ノノノ）
- パチパラ3D デラックス海物語 〜パチプロ風雲録・花 孤島の勝負師たち〜（卯月まゆ）
- フォトカノ Kiss（早倉舞衣）
- Princess Arthur（リャナンシー）
- マブラヴ オルタネイティヴ トータル・イクリプス PS3版 / PC版（2013年 - 2014年、能登和泉少尉） - 2作品
- ラグナロク オデッセイ エース（ノルン）

2014年
- 英雄伝説 閃の軌跡 II（フィー・クラウゼル）
- 俺の屍を越えてゆけ2（天竺姉妹、荒吐鬼ペコ、風車ノお七、錦非女、稲葉ノ美々卯、茅宮卑弥子）
- ガールズ&パンツァー 戦車道、極めます!（カチューシャ、ホシノ）
- ガンスリンガー ストラトス2（片桐鏡華）
- 艦隊これくしょん -艦これ-（2014年 - 2024年、春雨、清霜、早霜、Rodney、北方棲姫） - 2作品
- CV 〜キャスティングボイス〜（卯月陽奈）
- グリモア〜私立グリモワール魔法学園〜（守谷月詠）
- 城姫クエスト（2014年 - 2016年、内城、駿府城、富山城、宇都宮城、結城城、要害城、備中松山城）
- 神撃のバハムート（リーゼロッテ、アラクネメイジ、天狐、プリモ）
- 翠星のガルガンティア〜キミと届けるメッセージ〜（エイミー）
- 翠星のガルガンティア ONLINE FLEET（エイミー）
- チェインクロニクル（西風の妖精フィー）
- 超ヒロイン戦記（める＝らんしぇる）
- デカ盛り 閃乱カグラ（叢）
- V.D.-バニッシュメント・デイ-（泉美咲、山鹿陽菜）
- ハピネスチャージプリキュア! かわルン☆コレクション（黄瀬やよい / キュアピース）
- ヒーローズプレイスメント（桃姫太郎）
- 乖離性ミリオンアーサー（妖精ウアサハ）
- 魔法少女大戦 ZANBATSU（吉美姫）
- 魔法少女ピクシープリンセス（葵みなと / ピクシーパンジー）
- メテオスクールガール（双月マナ）
- モット! ソニコミ（オウカ）
- モンスターハンター メゼポルタ開拓記（ピッポ / ベッキー）
- ヴィーナス†ブレイド（グロンド）

2015年
- アイドルクロニクル（イズミ）
- 暗殺教室 殺せんせー大包囲網!!（倉橋陽菜乃）
- 古の女神と宝石の射手（ポルクス〈ふたご座の姉妹〉）
- ウチの姫さまがいちばんカワイイ（律星姫 レナ）
- エビコレ フォトカノ Kiss（早倉舞衣）
- ガールズ&パンツァー 戦車道大作戦!（カチューシャ）
- クイズRPG 魔法使いと黒猫のウィズ（ニコラ・モーガン）
- グランブルーファンタジー（2015年 - 2024年、ジータ〈女主人公〉 / 田尻未来、ゴトル、主人公〈マグロウ〉） - 4作品
- ゴッドイーター2 レイジバースト（リヴィ・コレット）
- 白猫プロジェクト（2015年 - 2018年、レンファ・クンルン、マナ）
- しんけん!!（雷切ちどり）
- ゼノブレイドクロス（ミーア）
- セブンスドラゴンIII code:VFD
- 戦国大戦 -1615 大坂燃ゆ、世は夢の如く-（一国、阿梅、BSS容光院）
- 閃乱カグラ ESTIVAL VERSUS -少女達の選択-（叢）
- 戦乱のサムライキングダム（豊臣秀吉）
- ソードアート・オンライン -ロスト・ソング-（セブン）
- 第3次スーパーロボット大戦Z 天獄篇（エイミー）
- 鉄拳7（ラッキー・クロエ）
- デュラララ!! Relay（折原九瑠璃）
- ドラゴンネストR（イリス）
- ニトロプラス ブラスターズ -ヒロインズ インフィニット デュエル-（オウカ、エイミー）
- ファイアーエムブレムif（サクラ）
- プリンセスコネクト!（ジータ）
- ブレイブリーセカンド（ミネット・ゴロネーゼ）
- ポップアップストーリー 魔法の本と聖樹の学園（ユミル・パーヤ）
- ロイヤルフラッシュヒーローズ（マーシャ）
- LORD of VERMILION III（エーコ・キャルオル）
- World of Tanks（カチューシャ）

2016年
- UPPERS（桃雪舞）
- アリスオーダー（ウアサハ）
- 暗殺教室 アサシン育成計画!!（倉橋陽菜乃）
- あんさんぶるガールズ!!（藤猪しずく）
- 一血卍傑-ONLINE-（オトヒメギツネ）
- イノセントベイン（坂本迷）
- エミル・クロニクル・オンライン（アルカード・ロア / アルカード・アナザー）
- エレメンタルリーグ〜精霊獣と世界樹の葉〜（マルル）
- エンドライド -X fragments-（アテナ）
- ガンスリンガー ストラトス3（片桐鏡華）
- 艦これ改（春雨、清霜、早霜、北方棲姫）
- かんぱに☆ガールズ（ココ・ロココ、ミリアム・ロシュミット）
- グリムノーツ（ウアサハ）
- GATE ブレイブ スクランブル（テュカ・ルナ・マルソー）
- 消滅都市2（ホシ）
- Strawberry Nauts -ストロベリーノーツ-（読丸万里佳）
- セブンズストーリー（ユニス）
- ソウルクロニクル
- はがねオーケストラ（死神シルヤ、絶対救護第一パメラ）
- バレットガールズ2（ジェリー・ニュアージュ）
- ブレイジング オデッセイ（アウラ）
- ブレイブソード×ブレイズソウル（ラストリゾート＝ジョーカー、マンイーター）
- ブレス オブ ファイア6 白竜の守護者たち（女性主人公）
- Fate/Grand Order（2016年 - 2021年、エレナ・ブラヴァツキー、アーチャー・インフェルノ〈巴御前〉） - 2作品
- 勇者死す。（ベラナベル）
- りっく☆じあ〜す（90式戦車）
- りりくる Rainbow Stage!!!（鞠谷なつき）
- レーシング娘。（雷切ちどり）
- ワールド オブ ファイナルファンタジー（エーコ）
- ワールドチェイン（猫御前）

2017年
- AKIBA'S TRIP Festa!（刻風霖）
- あくしず戦姫 〜戦場を駆ける乙女たち〜（フリーデリーケ・フォン・ファルケンハイン、プリンストン）
- アクセル・ワールド VS ソードアート・オンライン 千年の黄昏（セブン）
- アナザーエデン 時空を超える猫（ポム）
- ヴィーナスランブル（レプス）
- 英雄伝説 閃の軌跡 III（フィー・クラウゼル、ベッキー）
- ガンダムバーサス（アトラ・ミクスタ）
- しあわせ荘の管理人さん。（竹山日真里）
- シノビマスター 閃乱カグラ NEW LINK（叢）
- Shadowverse（デーモンイーター、幻影使い、天狐、フローゼス）
- 閃乱カグラ PEACH BEACH SPLASH（叢）
- ダンジョントラベラーズ2-2 闇堕ちの乙女とはじまりの書（ユーニ・コルテク）
- ディシディア ファイナルファンタジー オペラオムニア（エーコ）
- ぱすてるメモリーズ（目白渚央〈初代〉）
- バンドリ！ ガールズバンドパーティ！（2017年 - 2023年、羽沢つぐみ）
- ファイアーエムブレム ヒーローズ（2017年 - 2025年、サクラ、シレーネ）
- ファイアーエムブレム無双（サクラ）
- プリキュア つながるぱずるん（黄瀬やよい / キュアピース）
- マギアレコード 魔法少女まどか☆マギカ外伝（2017年 - 2022年、御園かりん）
- ましろウィッチ 真夜中のメルヒェン（霧岬鋏美）
- ダンジョンに出会いを求めるのは間違っているだろうか〜メモリア・フレーゼ〜（フィルヴィス・シャリア）
- 天華百剣 -斬-（九戸来国行）

2018年
- アズールレーン（ケント、神通、ブラック・プリンス）
- モンスターストライク（2018年 - 2025年、マナ、水野亜美 / セーラーマーキュリー、イプシロン）
- プリンセスコネクト！Re:Dive（2018年 - 2024年、ジータ）
- ガールズ&パンツァー ドリームタンクマッチ（カチューシャ、ホシノ）
- ドラえもん のび太の宝島（ミニドラ）
- 閃乱カグラ Burst Re:Newal（叢） - DLC追加キャラクター
- 御城プロジェクト:RE（兵庫城、ロンドン塔）
- ミトラスフィア（魔王の娘、武士）
- 英雄伝説 閃の軌跡IV -THE END OF SAGA-（フィー・クラウゼル、ベッキー）
- 機動戦士ガンダム エクストリームバーサス2（2018年 - 2025年、アトラ・ミクスタ） - 4作品
- 鬼武者（夢丸）

2019年
- ソードアート・オンライン フェイタル・バレット（セブン）
- 47 HEROINES（府内尋）
- 放置少女〜百花繚乱の萌姫たち〜（武将型ウアサハ）
- ぷよぷよ!!クエスト（セーラーマーキュリー / スーパーセーラーマーキュリー / エターナルセーラーマーキュリー）
- ラブライブ！ スクールアイドルフェスティバル ALL STARS（いつき）
- SDガンダム GGENERATION CROSSRAYS（アトラ・ミクスタ）
- グラフィティスマッシュ（エリアル）
- CODE：SEED -星火ノ唄-（ガリレイ）

2020年
- 魂器学院（ソフィア）
- 共闘ことばRPG コトダマン（マナ / マナ・アニマ）
- インディヴィジブル 闇を祓う魂たち（ヌナ）
- 東方キャノンボール（霊烏路空）
- 機動戦士ガンダム エクストリームバーサス マキシブースト ON（アトラ・ミクスタ） - PS4版
- 雀龍門M（西園寺瞳）
- 英雄伝説 創の軌跡（フィー・クラウゼル）
- 一騎当千 エクストラバースト（紫苑）
- ブラウンダスト（ヘルゲア）
- イリュージョンコネクト（ニナ）
- ファンタジア・リビルド（2020年 - 2021年、天道花憐、トモノリ〈メイル・シュトローム〉）
- りゅうおうのおしごと！（空銀子）
- アークナイツ（フィリオプシス）
- 逆転オセロニア（マナ）

2021年
- ブルーアーカイブ -Blue Archive-（2021年 - 2023年、赤司ジュンコ）
- 三国志大戦（王異）
- ワールドフリッパー（レティシア）
- 終末のアーカーシャ（ルルイエ）
- シドニアの騎士 掌位ノ絆（緑川纈）
- WAR OF THE VISIONS ファイナルファンタジー ブレイブエクスヴィアス 幻影戦争（ジューム）
- 英雄伝説 黎の軌跡（フィー・クラウゼル、オデット）
- BLAZBLUE ALTERNATIVE DARKWAR（ジータ）
- MELTY BLOOD: TYPE LUMINA（2021年 - 2022年、有間都古）
- スーパーロボット大戦DD（アトラ・ミクスタ）

2022年
- 東方ダンマクカグラ（ナズーリン）
- 崩壊3rd（ヴィルヴィ）
- みんなで早押しクイズ（夢原カノン）
- 原神（ニィロウ）
- Echocalypse -緋紅の神約-（イリリ）
- アサルトリリィ Last Bullet（カチューシャ）
- 機動戦士ガンダム 鉄血のオルフェンズG（2022年 - 2023年、アトラ・ミクスタ）
- 陰の実力者になりたくて！マスターオブガーデン（2022年 - 2024年、イプシロン）
- テイルズウィーバー：SecondRun（ナヤトレイ）

2023年
- タワーオブスカイ（レパード）
- takt op. 運命は真紅き旋律の街を（G線上のアリア）
- 時空の絵旅人（アウロラ）

2024年
- ヤタガラス Enter the Eastward（ジスたん）
- ゴブリンスレイヤー -ANOTHER ADVENTURER- NIGHTMARE FEAST（隣領公女）
- ユニコーンオーバーロード（ユニフィ）
- エバーソウル（リンジー）
- 東方幻想エクリプス (八意永琳)
- 聖剣伝説 VISIONS of MANA（フェアリー）
- カバラの伝説（ゆとりキキョウ）
- リバースブルー×リバースエンド（天帝）
- 英雄伝説 界の軌跡 -Farewell, O Zemuria-（フィー・クラウゼル）
- メメントモリ（タマ）
- レゾナンス:無限号列車（デシレ）
- 勝利の女神:NIKKE（グレイブ）
- ストリノヴァ（オードリー）
- 魔女のふろーらいふ（日守秋桜）

2025年
- エンバーストーリア（ブリュンヒルド）
- ゼノブレイドクロス ディフィニティブエディション（ミーア）
- 魔法少女まどか☆マギカ Magia Exedra（御園かりん）
- SDガンダム GGENERATION ETERNAL（ドゥー・ムラサメ）
- モンソニ！（アニマ）
- 妖怪ウォッチ ぷにぷに（ゼニス）

### ドラマCD
2010年
- 停電少女と羽蟲のオーケストラ（椿）
- BKM48劇場 〜バクマツ☆維新伝 ドラマCD〜（西郷隆盛）
- 氷結鏡界のエデン 楽園幻想（ユト）

2011年
- アイドルのマネジメントが大変で眠れないCD（松永明里）
- オトコを見せてよ倉田くん!（千影そら）
- ココロコネクト 夏と水着と暴風雨（桐山唯）
- 侵略!イカ娘 ドラマCDじゃなイカ？（イカ娘）
- 侵略!イカ娘 ドラマCD2じゃなイカ？（イカ娘）
- ホイップノート（一ノ蔵るいせ）
- 萌えよ!戦車学校V型（セシル）
- 百合男子（花寺みゆき）

2012年
- 俺の彼女と幼なじみが修羅場すぎる スペシャルボイストラックCD（秋篠姫香）
- 異能バトルは日常系のなかで（櫛川鳩子）
- ココロコネクト 春とデートと妹ごっこ（桐山唯）
- これはゾンビですか? これは波乱盤上(ドラマCD↑↑)ですか? もう!そうなんでしょ!（トモノリ）
- 侵略!?イカ娘 ドラマCD3じゃなイカ？（イカ娘）
- ソニコミ（オウカ）
- 初体験にオススメな彼女 〜夏休みにオススメな妹〜（狼谷カレン）
- らぶバト! 2nd Attack（クロニカ・メル・ゴールドシュタイン）
- 輪廻のラグランジェ season2 キャラクターCD Vol.2「ラン編」（アステリア・リーザマリー・ド・ロシュフォール）
- ゆめくり（御子貝あき）

2013年
- ガールズ&パンツァー ドラマCD 今度はドラマCDです!（カチューシャ、ホシノ）
- ディープパンツァーCDです! 『総合火力演習です!』（カチューシャ）
- ココロ君色サクラ色（詩原桃）
- 琴浦さん（琴浦春香） - コミックス第5巻ドラマCD付限定版
- 神曲奏界ポリフォニカ エイフォニック・ソングバード（クギリ・コーネリア）
- 翠星のガルガンティア ドラマCD「謝肉祭〜夕餉〜」(エイミー)
- ニンジャスレイヤー キョート殺伐都市＃1：ザイバツ強襲！ 特装版オーディオドラマCD「ラスト・ガール・スタンディング」（アサリ）
- ハルモニアの気がかり（武井雫）
- バロックナイト（バロック）
- メイド喫茶 JAMのフシギな一日〜Would you like a Riddle?〜（綿貫三美）
- 閃の軌跡（フィー・クラウゼル） - Vita/PS3専用ソフト閃の軌跡限定ドラマCD同梱版「帰郷〜迷いの果てに〜」

2014年
- 俺の彼女と幼なじみが修羅場すぎる（秋篠姫香） - 原作第8巻限定特装版
- ガールズ&パンツァー ドラマCD2 もうすぐアンツィオ戦です!（ホシノ）
- ガールズ&パンツァー ドラマCD3 あんこうチーム訪問します!（カチューシャ）
- シドニアの騎士（緑川纈） - コミックス第13巻特装版
- 人類は衰退しました 「君主制度に果たす菓子類の役割」（妖精さん） - Blu-ray BOX特典
- Z/X -Zillions of enemy X- NC DramaCD①『超鋼神器ローレンシウム』(倉敷世羅)
- ふしぎ荘+住人×住人3（花）
- フレイム王国興亡記 ドラマCD「乙女の戦い -Sweet Girl's War-」（エリザベート・オーレンフェルト・フレイム）

2015年
- 乖離性ミリオンアーサー ドラマCD（ウアサハ）
- ケダモノ彼氏（ひまり） - 『マーガレット』11号付録
- 千年戦争アイギス 月下の花嫁（ソーマ） - 小説第4巻 ドラマCD付き特装版
- 勇者様のお師匠様（リアラ） - 小説第3巻サウンドドラマDL特典
- りりくる - LIly LYric cyCLE - Vol.4〜6（鞠谷なつき）

2016年
- 妹さえいればいい。（可児那由多）
- ボクラノキセキ（上岡沙耶） - ボクラノキセキ ドラマCD付き単行本 ぼくらの前世考察
- ドラマCD りりくるVol.7『輝く!? スターの条件!』（鞠谷なつき） - 初回限定版封入
- りゅうおうのおしごと!（空銀子） - 小説第2巻 ドラマCD付き限定特装版
- Z/X -Zillions of enemy X- NC DramaCD (9)『13姉妹 雪月花』（オリジナルXIII Type.III）

2017年
- 俺んちのメイドさん ドラマCD（上木崎アミ）
- That Is How I Roll!（羽沢つぐみ）
- 「機動戦士ガンダム 鉄血のオルフェンズ」EPISODE DRAMA（アトラ・ミクスタ）
- 大奥「有功&家光」編（家光） - 単行本第15巻ドラマCD付き特装版

2018年
- お兄ちゃんはおしまい！ Vol.1 - 3（2018年 - 2021年、穂月かえで）※同人作品
- 超人高校生たちは異世界でも余裕で生き抜くようです!（神崎桂音） - 単行本第7巻ドラマCD付き限定特装版
- 誰かこの状況を説明してください!〜契約から始まったふたりのその後〜（侍女Ａ）

2019年
- ふらいんぐうぃっち（ひな、魔法の火）

2020年
- 弱キャラ友崎くん（日南葵） - 小説第8.5巻 ドラマCD付き特装版

### 吹き替え

#### 映画
- アイアンマン2 ※劇場公開版
- はじまりのうた（バイオレット〈ヘイリー・スタインフェルド〉）

#### ドラマ
- CSI:10 科学捜査班 #17（グレイシー〈シエラ・マコーミック〉）
- フラッシュフォワード
- BONES シーズン8 #9（ミランダ〈レイチェル・ディピロ〉）
- マスケティアーズ/三銃士 #18

#### アニメ
- スター・ウォーズ/クローン・ウォーズ（2015年）
- 最後の召喚師 -The Last Summoner-（2023年、イェンチャン[387]）

### デジタルコミック
- VOMIC ニセコイ（小野寺小咲）
- 浪川&岡本 ボイコミ ラボ 死神の初恋～没落華族の令嬢は愛を知らない死神に嫁ぐ～（2023年、正岡千鶴[388]）
- 愛さないといわれましても ～元魔王の伯爵令嬢は生真面目軍人に餌付けをされて幸せになる～（2024年、アビゲイル[389]）

### ラジオドラマ
- 青春アドベンチャー『世界の終わりの魔法使い』（2013年、サン・フェアリー・アン[390]）

### ラジオ
- アニチカラジオ ソ・ラ・ヲ・トでいいカナ（アニプレックス『ANI-COM RADIO 〜フジワラでいいカナ〜』内：2009年12月22日 / 2010年2月24日配信分、ゲストパーソナリティ）
- ぐるぐるサル○(ループ)（携帯サイト声優グランプリV：2010年4月2日 - 2013年3月27日[391]）
- wai! wai! BOX☆”（FM-FUJI：2010年4月3日 - 2014年3月29日[391]）
- 金元寿子×イカ娘 イカすラジオ（公式サイト：2010年9月28日 - 2011年1月11日）
- ゆいこ・ひさこのでかした!RanQueen!（超!A&G+：2010年10月10日 - 2014年4月6日[392]、マリン・エンタテインメント[393]：2014年5月2日 - 2015年12月28日）
- ヴィオラートのアトリエ 金元寿子の村おこしラジオ（HiBiKi Radio Station：2010年11月26日 - 2011年2月4日）
- 金元寿子×イカ娘 侵略ラジオ 聞かなイカ?（超!A&G+：2011年4月9日 - 2012年3月31日[394]）
- 茉莉也と寿子のフォトカノ撮れたてポートレート（音泉：2011年7月6日 - 2013年12月23日）
- ココロコネクト 文研新聞〜ラジオ版〜（HiBiKi Radio Station：2012年7月6日 - 2013年3月29日）
- 初体験にオススメなラジオ（HOBiRECORDS公式サイト：2012年7月3日）
- 琴浦さん ESP研究会活動報告（公式サイト：2013年3月1日 - 3月29日）
- ハルモニアの気がかり発売記念特別番組（アニメイトTV：2013年7月11日 - 8月1日[395]）
- 金元寿子のテラ娘屋〜teller girl's house〜（声優グランプリ チャンネル：2013年8月28日 - 放送中）
- 妹ちょ。らじお（HiBiKi Radio Station：2013年12月26日 - 2014年6月13日）
- 僕らはみんな河合荘 〜ラジオもみんな河合荘〜（HiBiKi Radio Station、ランティスウェブラジオ：2014年3月27日 - 7月10日）
- GATE 自衛隊 彼の地にて、斯く戦えり〜アルヌス放送局〜（HiBiKi Radio Station：2015年6月25日 - 2016年3月31日）
- 君咲学院放送部☆青春RADIO♪（音泉：2015年12月4日 - 2016年10月25日）
- ガールズ&パンツァーRADIO プラウダ高校、“Огонь”！（音泉：2016年11月11日）
- バンドリ！ ガールズバンドパーティ！ presents Afterglowの夕焼けSTUDIO（2019年 - 2022年、NACK5・HiBiKi Radio Station）
- 社畜さんは幼女幽霊に癒されたい。はなまるラジオ（2022年、niconico※、YouTube※）

### ラジオCD
- 妹ちょ。らじお ラジオCD vol.1 - 2
- 金元寿子×イカ娘 侵略ラジオ 聞かなイカ? ラジオCD vol.1 - 2
- 号外！ココロコネクト 文研新聞〜ラジオ版〜 vol.1 - 2
- テラ娘屋ラジオCD vol.1 - 4
- 茉莉也と寿子のフォトカノ撮れたてポートレート ラジオCD vol.1
- ゆいこ・ひさこのでかした!Ran Queen! DJCD vol.1 - 3
- ラジオ シドニアの騎士〜綾と綾音の秘密の光合成〜 ラジオCDvol.1 （ゲスト出演[396]）

### インターネットテレビ
- 茅野と金元のガンガンGAちゃんねる（YouTube、ニコニコ動画：2016年 - 2018年）回替わりパーソナリティ[397]

### テレビ
- ソラヲトTV♪（テレビアニメ『ソ・ラ・ノ・ヲ・ト』特別動画コンテンツ）
- あにてれ Presents アニソンぷらす+（テレビ東京：ゲスト出演）
- めざましどようび番組内CM（フジテレビ：2010年12月18日放送分に出演）
- アニソン紅白2010
- 声優都内観光〜マル福ツアーズ（2011年4月：ゲスト出演）
- 侵略!?イカ娘〜ニコ生侵略でゲソ祭!（2011年9月26日-、ニコニコ生放送）
- アニメマシテ（108回・109回出演）

### ビデオ
- 宝探し〜ミネルヴァの箱〜in 河口湖オルゴールの森美術館
- 鷲ノ繪〜バレンタインを大喜利で楽しもうじゃないか〜
- つれゲー Vol.16 金元寿子&赤﨑千夏×セプテントリオン〜Out of the Blue〜
- 有野晋哉とやまけんの声優学会 Vol.2（ゲスト出演）

### パチンコ
- CR世界でいちばん強くなりたい!（福岡萌[398]）

### ナレーション
- アニソンぷらす（テレビ東京：2010年12月6日・12月20日・2012年8月6日放送分のナレーション担当）
- ディオメディアショップ（テレビ東京：2013年放送のTVCMナレーション[399]）
- メルクストーリア -癒術士と鈴のしらべ-（アニメーションCM ナレーション[400]）
- アニメマシテ（テレビ東京：2016年10月度のナレーション担当）

### 舞台
- スマイルプリキュア! ミュージカルショー（黄瀬やよい/キュアピース）
- ロック朗読劇 学園特救ホトケンサー（大鳥紅翼 / ホトケンレッド[401]）

### イベント
- おかやま行かnight（2015年12月6日）

### その他コンテンツ
- クレヨンしんちゃん チョコビTVCM（アイドル）
- 神曲奏界ポリフォニカ エイフォニック・ソングバード サウンドドラマ[402]
- Z/X -ゼクス-（倉敷世羅）
- 雫時計 by ハルモニアの気がかり（武井雫）
- TAKAMICHI SUMMER WORKS（「セミ」・「夏の帝国」）
- 美声時計.R
- 『9割とれる 英語の発音・アクセント攻略法』 ダウンロード用音声 ナレーション[403]
- 両備ホールディングス 七葉院まゆせ（バーチャル社員）
- クラリオン ダウンロードボイス（小松姫）
- 紅魔城伝説II 妖幻の鎮魂歌（フランドール・スカーレット、スターサファイア）
- 自衛隊岡山地方協力本部 オリジナル海上自衛隊イメージキャラクター（瀬戸水葡）
- 幼女戦記 第3巻購入特典サウンドドラマ（ヴィーシャ[404]）
- 勇者様のお師匠様 第3巻購入者特典サウンドドラマ（リアラ[405]）
- Let's天才てれびくん （ももふぇ）
- AKASHI S.U.C PRキャラクター （帆風あおい[406]）
- MAPLUS声優ナビ（グロンド[407]）
- やがて君になる PV（2016年、小糸侑[408]）
- JR西日本岡山支社 くまなく
- 岡山県広報アニメ『みんなのおかやま犬』（おかやま犬） [409]
- はじめてのノベルゲーム（リコ[410]）
- ファンファンキティ!（すう）
- This Is It! 制作進行東雲次郎 ティザームービー SCENE #1（天満月祈[411]）
- エンドブルー【電撃文庫朗読してみた】（朗読[412]）
- グリモアレファレンス 図書委員は書庫迷宮に挑む【電撃文庫朗読してみた】（朗読[412]）
- オーバーライト ――ブリストルのゴースト【電撃文庫朗読してみた】（朗読[412]）
- ファンタジスタ公式マスコット（ジスたん）[413]

## ディスコグラフィ

### アルバム
|     | 発売日         | タイトル         | 規格品番 | オリコン最高位 |
| --- | -------------- | ---------------- | -------- | -------------- |
| 1st | 2014年11月26日 | Fantastic Voyage | VIZL-738 | 89位           |

### キャラクターソング
| 発売日   | 商品名                                                                                                | 歌 | 楽曲 | 備考                                                                         |
| 2010年   | 2010年                                                                                                | 2010年 | 2010年 | 2010年                                                                       |
| -------- | --- | --- | --- | ---------------------------------------------------------------------------- |
| 3月24日  | ソ・ラ・ノ・ヲ・ト BD・DVD第1巻特典CD                                                                 | カナタ（金元寿子） | 「ねがいごとキミと」                                                                                             | テレビアニメ『ソ・ラ・ノ・ヲ・ト』関連曲                                     |
| 5月26日  | ソ・ラ・ノ・ヲ・ト BD・DVD第3巻特典CD                                                                 | カナタ（金元寿子）、クレハ（喜多村英梨）、ノエル（悠木碧） | 「ヨーイ・テ！」                                                                                                 | テレビアニメ『ソ・ラ・ノ・ヲ・ト』関連曲                                     |
| 7月21日  | ソ・ラ・ノ・ヲ・ト BD・DVD第5巻特典CD                                                                 | カナタ（金元寿子）、リオ（小林ゆう） | 「アドレーション」                                                                                               | テレビアニメ『ソ・ラ・ノ・ヲ・ト』関連曲                                     |
| 8月13日  | Raspberry Compote                                                                                     | ピッピ（金元寿子） | 「ぼくはピッピ！〜イチコちゃんよろしくね！〜」                                                                   | 電撃大王15周年マスコット「イチコちゃん」記念CD                               |
| 8月13日  | Raspberry Compote                                                                                     | イチコちゃん（原田ひとみ）、ピッピ（金元寿子） | 「The 15th Anniversary」                                                                                         | 電撃大王15周年マスコット「イチコちゃん」記念CD                               |
| 10月27日 | 侵略ノススメ☆                                                                                         | ULTRA-PRISM with イカ娘（金元寿子） | 「侵略ノススメ☆」                                                                                                | テレビアニメ『侵略！イカ娘』オープニングテーマ                               |
| 12月15日 | これが海への愛じゃなイカ！                                                                            | イカ娘（金元寿子） | 「これが海への愛じゃなイカ！」 「ウミドル☆イカドル☆稼いドル」 「ウミドル☆イカドル☆稼いドル〜生絞りれもん風味〜」 | テレビアニメ『侵略！イカ娘』関連曲                                           |
| 2011年   | | | |                                                                              |
| 4月20日  | いイカ☆いイカは☆いいでゲソ！                                                                          | イカ娘（金元寿子） | 「いイカ☆いイカは☆イイでゲソ！」 「基本は夏、侵略の夏！」 「基本は夏、侵略の夏！〜生絞りれもん風味〜」           | テレビアニメ『侵略！イカ娘』関連曲                                           |
| 7月6日   | イ・カ・ア・イ・ス 食 べ な イ カ？                                                                   | イカ娘（金元寿子） | 「イ・カ・ア・イ・ス 食 べ な イ カ？」 「あっち向いて☆こっち向いて☆イカ向いて！」                               | テレビアニメ『侵略！イカ娘』関連曲                                           |
| 11月16日 | 君を知ること                                                                                          | イカ娘（金元寿子） | 「君を知ること」 「夏休み：シンリャク絵日記」                                                                    | テレビアニメ『侵略!?イカ娘』エンディングテーマ                               |
| 12月7日  | IKA LOVE                                                                                              | イカ娘（金元寿子） | 「侵略ノススメ☆（Altersquid）」                                                                                  | テレビアニメ『侵略！イカ娘』イメージソング                                   |
| 2012年   | | | |                                                                              |
| 5月30日  | フォトカノ キャラクターソング vol.4 早倉舞衣                                                          | 早倉舞衣（金元寿子） | 「DOKI・DOKI・ラブリースイーツ」 「ムーンライト スターライト」 「フォトグラフメモリー」                          | ゲーム『フォトカノ』関連曲                                                   |
| 7月4日   | めっちゃフェスティボー！公式ガイドCD 〜つまり歌モノ全部と2期のBGM入り2枚組BEST                        | ZMB243 | 「めっちゃ！LOVE!イマジネーション」                                                                              | テレビアニメ『これはゾンビですか？ オブ・ザ・デッド』関連曲                  |
| 7月4日   | めっちゃフェスティボー！公式ガイドCD 〜つまり歌モノ全部と2期のBGM入り2枚組BEST                        | トモノリ（金元寿子） | 「みんなもいいな」                                                                                               | テレビアニメ『これはゾンビですか？ オブ・ザ・デッド』関連曲                  |
| 7月18日  | スマイルプリキュア！ ボーカルアルバム1〜ひろがれ！スマイルワールド!!〜                                | キュアピース / 黄瀬やよい（金元寿子） | 「100%ヒーロー」                                                                                                 | テレビアニメ『スマイルプリキュア！』関連曲                                   |
| 7月18日  | スマイルプリキュア！ ボーカルアルバム1〜ひろがれ！スマイルワールド!!〜                                | キュアハッピー（福圓美里）&キュアサニー（田野アサミ）&キュアピース（金元寿子）&キュアマーチ（井上麻里奈）&キュアビューティ（西村ちなみ） | 「最高のスマイル」                                                                                               | テレビアニメ『スマイルプリキュア！』関連曲                                   |
| 11月28日 | スマイルプリキュア！ ボーカルアルバム2 〜みんな笑顔になぁれ！〜                                       | 黄瀬やよい（金元寿子）&緑川なお（井上麻里奈）&青木れいか（西村ちなみ） | 「虹色エブリデイ」                                                                                               | テレビアニメ『スマイルプリキュア！』関連曲                                   |
| 11月28日 | スマイルプリキュア！ ボーカルアルバム2 〜みんな笑顔になぁれ！〜                                       | キュアピース（金元寿子） | 「ピースフルデイズ♪」                                                                                            | テレビアニメ『スマイルプリキュア！』関連曲                                   |
| 12月7日  | ツキウタ。12月 [女] 聖クリス                                                                          | 聖クリス（金元寿子） | 「聖夜もOnline!」 「らいねんからほんきだす KURISU Ver.」                                                         | キャラクターCD『ツキウタ。』関連曲                                           |
| 12月26日 | ガールズ&パンツァー オリジナルサウンドトラック                                                        | カチューシャ（金元寿子）、ノンナ（上坂すみれ） | 「カチューシャ」                                                                                                 | テレビアニメ『ガールズ&パンツァー』挿入歌                                    |
| 2013年   | | | |                                                                              |
| 2月27日  | 俺の彼女と幼なじみが修羅場すぎる Blu-ray&DVD 第1巻 特典CD                                             | 自らを演出する乙女の会 | 「Girlish Lover」                                                                                                | テレビアニメ『俺の彼女と幼なじみが修羅場すぎる』オープニングテーマ           |
| 3月20日  | 琴浦さん エンディングテーマ集 希望の花とつるぺたとESP研のテーマ                                       | 琴浦春香（金元寿子） | 「つるぺた」 | テレビアニメ『琴浦さん』エンディングテーマ                                   |
| 3月20日  | 琴浦さん エンディングテーマ集 希望の花とつるぺたとESP研のテーマ                                       | ESP研究会 | 「ESP研のテーマ」                                                                                                | テレビアニメ『琴浦さん』エンディングテーマ                                   |
| 6月26日  | 「俺の彼女と幼なじみが修羅場すぎる」Blu-ray第5巻特典CD                                                | 秋篠姫香（金元寿子） | 「ふしぎの国のおヒメさま」                                                                                       | テレビアニメ『俺の彼女と幼なじみが修羅場すぎる』関連曲                       |
| 7月25日  | ハルモニアの気がかり キャラクターソングCD「はじめてのI Love You」                                     | 武井雫（金元寿子） | 「はじめてのI Love You」                                                                                         | ドラマCD『ハルモニアの気がかり』関連曲                                       |
| 7月26日  | HOLiDAY HOLyDAY                                                                                       | ソフィア・ニコ（金元寿子） | 「HOLiDAY HOLyDAY」                                                                                              |                                                                              |
| 8月21日  | 俺の彼女と幼なじみが修羅場すぎる Blu-ray&DVD 第7巻 特典CD                                             | 自らを演出する乙女の会 | 「Girlish Party」                                                                                                | テレビアニメ『俺の彼女と幼なじみが修羅場すぎる』関連曲                       |
| 8月21日  | 俺の彼女と幼なじみが修羅場すぎる Blu-ray&DVD 全巻購入特典CD                                           | 自らを演出する乙女の会 | 「春夏秋冬乙女の会」                                                                                             | テレビアニメ『俺の彼女と幼なじみが修羅場すぎる』関連曲                       |
| 12月18日 | オカルトメイデン キャラクターソング・アルバム                                                         | 蘆屋大蛇（小清水亜美）、蘆屋雀（金元寿子）、蘆屋白猫（花澤香菜）、蘆屋鼈甲（茅原実里） | 「漆黒の彼方 feat. Starving Trancer」                                                                            | スマートフォンゲーム『オカルトメイデン』関連曲                               |
| 2014年   | | | |                                                                              |
| 2月12日  | BINKAN♡あてんしょん                                                                                   | 神前美月（橋本ちなみ）、寿日和（小倉唯）、桐谷雪那（金元寿子） | 「BINKAN♡あてんしょん」                                                                                          | テレビアニメ『最近、妹のようすがちょっとおかしいんだが。』オープニングテーマ |
| 5月14日  | 黒組曲・序                                                                                            | 金元寿子as一ノ瀬晴 | 「昨日、今日、明日」                                                                                             | テレビアニメ『悪魔のリドル』エンディングテーマ                               |
| 5月14日  | 黒組曲・序                                                                                            | 10年黒組 | 「QUEEN」 | テレビアニメ『悪魔のリドル』エンディングテーマ                               |
| 5月14日  | My Sweet Shelter                                                                                      | 河合律（花澤香菜）、錦野麻弓（佐藤利奈）、渡辺彩花（金元寿子） | 「My Sweet Shelter」                                                                                             | テレビアニメ『僕らはみんな河合荘』エンディングテーマ                         |
| 5月28日  | 最近、妹のようすがちょっとおかしいんだが。BD第3巻特典CD                                               | 桐谷雪那（金元寿子） | 「ミライパズル」                                                                                                 | テレビアニメ『最近、妹のようすがちょっとおかしいんだが。』関連曲             |
| 6月11日  | 黒組曲・破                                                                                            | 10年黒組 | 「THE LAST PARTY」                                                                                               | テレビアニメ『悪魔のリドル』エンディングテーマ                               |
| 7月9日   | 黒組曲・急                                                                                            | 10年黒組 | 「仰げば尊し」                                                                                                   | テレビアニメ『悪魔のリドル』挿入歌                                           |
| 7月30日  | ストライク・ザ・ブラッド BD・DVD第7巻特典CD                                                           | 南宮那月（金元寿子） | 「覚醒インソムニア」                                                                                             | テレビアニメ『ストライク・ザ・ブラッド』関連曲                               |
| 8月20日  | 半熟少女                                                                                              | 科戸つむじ（金元寿子） | 「きょうもハレバレ」                                                                                             | ドラマCD『半熟少女』関連曲                                                   |
| 2015年   | | | |                                                                              |
| 2月4日   | 半熟少女2                                                                                             | 科戸つむじ（金元寿子） | 「ルートスフィア」                                                                                               | ドラマCD『半熟少女2』関連曲                                                  |
| 4月8日   | 銃皇無尽のファフニール キャラクター・ソング・アルバム -“D”の少女たち-                                 | リーザ・ハイウォーカー（金元寿子） | 「Ray of bullet」                                                                                                | テレビアニメ『銃皇無尽のファフニール』関連曲                                 |
| 4月29日  | 銃皇無尽のファフニール キャラクター・ソング・アルバム -麗しのミッドガル-                              | リーザ・ハイウォーカー（金元寿子） | 「honesty」 | テレビアニメ『銃皇無尽のファフニール』関連曲                                 |
| 4月29日  | 銃皇無尽のファフニール キャラクター・ソング・アルバム -麗しのミッドガル-                              | イリス・フレイア（日高里菜）、物部深月（沼倉愛美）、リーザ・ハイウォーカー（金元寿子）、アリエラ・ルー（徳井青空）、レン・ミヤザワ（内村史子）、ティア・ライトニング（佐倉綾音） | 「Ray of bullet」                                                                                                | テレビアニメ『銃皇無尽のファフニール』関連曲                                 |
| 4月29日  | 美少女戦士セーラームーンCrystal キャラクター音楽集Crystal Collection                                  | 水野亜美（金元寿子） | 「a touch of rain」                                                                                              | アニメ『美少女戦士セーラームーンCrystal』関連曲                              |
| 5月29日  | 暗殺教室 BD・DVD第3巻特典CD                                                                           | 3年E組カバ担 | 「僕の先生はフィーバー」                                                                                         | テレビアニメ『暗殺教室』関連曲                                               |
| 6月24日  | キミとボクのミライ 〜GRANBLUE FANTASY〜                                                               | ジータ（金元寿子）、ルリア（東山奈央）、ヴィーラ（今井麻美）、マリー（長谷川明子） | 「キミとボクのミライ」                                                                                           | ゲーム『グランブルーファンタジー』関連曲                                     |
| 6月24日  | キミとボクのミライ 〜GRANBLUE FANTASY〜                                                               | ジータ（金元寿子） | 「キミとボクのミライ」                                                                                           | ゲーム『グランブルーファンタジー』関連曲                                     |
| 8月19日  | ぷりずむコミュニケート                                                                                | テュカ（金元寿子）、レレイ（東山奈央）、ロゥリィ（種田梨沙） | 「ぷりずむコミュニケート」                                                                                       | テレビアニメ『GATE 自衛隊 彼の地にて、斯く戦えり』エンディングテーマ         |
| 8月19日  | ぷりずむコミュニケート テュカ盤                                                                       | テュカ（金元寿子） | 「rest forest」                                                                                                  | テレビアニメ『GATE 自衛隊 彼の地にて、斯く戦えり』関連曲                     |
| 9月30日  | GATE 自衛隊 彼の地にて、斯く戦えり キャラクターソング・アルバム                                       | テュカ（金元寿子） | 「森の深呼吸」                                                                                                   | テレビアニメ『GATE 自衛隊 彼の地にて、斯く戦えり』関連曲                     |
| 12月23日 | ヘヴィーオブジェクト オリジナルサウンドトラック                                                       | おほほ（金元寿子） | 「恋はワン・ツー〜あなたはモンスター〜」                                                                         | テレビアニメ『ヘヴィーオブジェクト』関連曲                                   |
| 2016年   | | | |                                                                              |
| 1月27日  | いつだってコミュニケーション                                                                          | テュカ（金元寿子）、レレイ（東山奈央）、ロゥリィ（種田梨沙） | 「いつだってコミュニケーション」                                                                                 | テレビアニメ『GATE 自衛隊 彼の地にて、斯く戦えり』エンディングテーマ         |
| 1月27日  | いつだってコミュニケーション テュカ盤                                                                 | テュカ（金元寿子） | 「静寂のロマンテュカ」                                                                                           | テレビアニメ『GATE 自衛隊 彼の地にて、斯く戦えり』関連曲                     |
| 7月8日   | プリズム☆ブレイク                                                                                     | 聖クリス（金元寿子） | 「プリズム☆ブレイク」 「コスパ悪い子嫌いですか？」                                                               | キャラクターCD『ツキウタ。』関連曲                                           |
| 9月28日  | 暗殺教室 ベストアルバム 〜Music Memories〜                                                            | 3年E組 | 「旅立ちのうた」                                                                                                 | テレビアニメ『暗殺教室』挿入歌                                               |
| 12月21日 | れっつめいく☆あんさんぶる！                                                                           | 曽根セイラ（清水理沙）、黒森すず（小松未可子）、月永るか（潘めぐみ）、藤猪しずく（金元寿子） | 「聖ナルカナ、黒キ月ノ雫」                                                                                       | ゲーム『あんさんぶるガールズ!!』関連曲                                       |
| 2017年   | | | |                                                                              |
| 4月7日   | 世界でいちばん強くなりたい 主題歌&キャラクターソング                                                  | 福岡萌（金元寿子） | 「ハジマレキセキ」                                                                                               | パチンコ『CR世界でいちばん強くなりたい！』関連曲                             |
| 6月21日  | わたしたちも音楽道、はじめました！                                                                    | カチューシャ（金元寿子） | 「великая Катюша」                                                                                               | テレビアニメ『ガールズ&パンツァー』関連曲                                    |
| 8月23日  | GAMERS!                                                                                               | 天道花憐（金元寿子）、星ノ守千秋（石見舞菜香）、亜玖璃（大久保瑠美） | 「GAMERS!」 | テレビアニメ『ゲーマーズ！』オープニングテーマ                               |
| 8月23日  | GAMERS!                                                                                               | 天道花憐（金元寿子）、星ノ守千秋（石見舞菜香）、亜玖璃（大久保瑠美） | 「すれちがいクエスト」                                                                                           | テレビアニメ『ゲーマーズ！』関連曲                                           |
| 11月29日 | ゲーマーズ！ キャラクターソングミニアルバム                                                           | 天道花憐（金元寿子）、星ノ守千秋（石見舞菜香）、亜玖璃（大久保瑠美） | 「LOVescapE」 「オレンジ空の下」                                                                                 | テレビアニメ『ゲーマーズ！』関連曲                                           |
| 11月29日 | ゲーマーズ！ キャラクターソングミニアルバム                                                           | 天道花憐（金元寿子） | 「恋、堕ちるコトナカレSS」                                                                                       | テレビアニメ『ゲーマーズ！』関連曲                                           |
| 12月22日 | OVER THE SKY 〜GRANBLUE FANTASY〜                                                                     | グラン（小野友樹）、ジータ（金元寿子）、ルリア（東山奈央）、ビィ（釘宮理恵） | 「OVER THE SKY」                                                                                                 | ゲーム『グランブルーファンタジー』関連曲                                     |
| 12月22日 | OVER THE SKY 〜GRANBLUE FANTASY〜                                                                     | ジータ（金元寿子）、ルリア（東山奈央） | 「OVER THE SKY」                                                                                                 | ゲーム『グランブルーファンタジー』関連曲                                     |
| 2018年   | | | |                                                                              |
| 1月26日  | 妹さえいればいい。 Blu-ray BOX 上巻特典CD                                                             | 可児那由多（金元寿子） | 「スキデスダイスキアイシテマス」                                                                                 | テレビアニメ『妹さえいればいい。』関連曲                                     |
| 1月31日  | Journey to the Sunshine                                                                               | Aqoursと浦の星の仲間たち | 「勇気はどこに？君の胸に！」                                                                                     | テレビアニメ『ラブライブ！サンシャイン!!』第2期エンディングテーマ            |
| 4月25日  | りゅうおうのおしごと！ BD第2巻特典CD                                                                  | 空銀子（金元寿子） | 「Bitter Silver」                                                                                                | テレビアニメ『りゅうおうのおしごと！』関連曲                                 |
| 9月24日  | ひとりじゃないんだから                                                                                | 丸山彩（前島亜美）、青葉モカ（三澤紗千香）、今井リサ（中島由貴）、松原花音（豊田萌絵）、羽沢つぐみ（金元寿子） | 「ひとりじゃないんだから」                                                                                       | ゲーム『バンドリ！ ガールズバンドパーティ！』関連曲                          |
| 12月28日 | Fluna!                                                                                                | Fluna | 「Fluna!」 「不思議に感じても季節は」                                                                            | キャラクターCD『ツキウタ。』関連曲                                           |
| 12月28日 | クリスマスきらい                                                                                      | 聖クリス（金元寿子） | 「クリスマスきらい」                                                                                             | キャラクターCD『ツキウタ。』関連曲                                           |
| 2019年   | | | |                                                                              |
| 8月7日   | ☆3rd SHOW TIME 6☆ team鳳×team柊×team楪×team漣&那雪シスターズ                                          | 那雪シスターズ | 「ハンドメイド HAPPY!」                                                                                          | テレビアニメ『スタミュ』関連曲                                               |
| 11月6日  | せいぜいがんばれ！魔法少女くるみ Blu-ray 2 「魔法少女くるみ」超音楽集                                 | プリマピンク（久保ユリカ）、プリマシアン（金元寿子）、プリマオレンジ（相沢舞）、プリマスプリンググリーン（山本希望）、プリマエンジ（Lynn） | 「プリマエンジェル 友情のテーマ」                                                                                | Webアニメ『せいぜいがんばれ!魔法少女くるみ』挿入歌                           |
| 2020年   | | | |                                                                              |
| 4月29日  | 百華繚乱 弐                                                                                           | 九戸来国行（金元寿子）、太鼓鐘貞宗（田中貴子）、日光一文字（春日望） | 「超マジ!?爆マジ!?まじかる☆くのへ」                                                                              | ゲーム『天華百剣 -斬-』関連曲                                                |
| 8月5日   | ひらいて☆ミュージックゲート                                                                           | みゅー（豊崎愛生）、ぺこ（久保ユリカ）、すう（金元寿子）、ねね（高野麻里佳） | 「ラララ♪ミュークルマーチ」                                                                                      | テレビアニメ『ミュークルドリーミー』関連曲                                   |
| 2021年   | | | |                                                                              |
| 1月8日   | 劇場版 SHIROBAKO BD特典CD                                                                             | 宮森あおい（木村珠莉）、ミムジー&ロロ（木村珠莉）、チャッキー（宮田幸季）、ありあ（金元寿子）、ルーシー（千菅春香）、タチアナ（山岡ゆり）、クリス（米澤円）、エリーゼ（木村珠莉）、ノア（沼倉愛美）、キャサリン（伊藤静）、あかね（中原麻衣）、あや（伊藤静）、あるぴん（茅野愛衣） | 「アニメーションをつくりましょう」                                                                               | 劇場アニメ『劇場版 SHIROBAKO』挿入歌                                         |
| 1月13日  | 月色Chainon Eternal盤                                                                                 | ももいろクローバーZ with セーラー5戦士 | 「月色Chainon」                                                                                                  | 劇場アニメ『劇場版 美少女戦士セーラームーンEternal』主題歌                   |
| 1月26日  | 進め！むじなカンパニー                                                                                | Neko Hacker feat. 六科なじむ（日高里菜）、割戸真友（金元寿子）、軽井沢ユキ（上坂すみれ）、出稼ぎガルシア（金子彩花） | 「進め！むじなカンパニー」                                                                                       | Webアニメ『幼女社長』オープニングテーマ                                      |
| 1月26日  | 会社に帰ろう！                                                                                        | 割戸真友（金元寿子） feat. 小岩井ことり | 「会社に帰ろう！」                                                                                               | Webアニメ『幼女社長』エンディングテーマ                                      |
| 1月26日  | 会社に帰ろう！                                                                                        | 割戸真友（金元寿子） feat. 小岩井ことり | 「OVER THE DEADLINE」                                                                                            | Webアニメ『幼女社長』関連曲                                                  |
| 2月10日  | 劇場版「美少女戦士セーラームーンEternal」 キャラクターソング集 Eternal Collection                     | スーパーセーラーマーキュリー（金元寿子） | 「formula in blue」                                                                                              | 劇場アニメ『劇場版 美少女戦士セーラームーンEternal』関連曲                   |
| 2月10日  | 劇場版「美少女戦士セーラームーンEternal」 キャラクターソング集 Eternal Collection                     | エターナルセーラームーン（三石琴乃）、エターナルセーラーちびムーン（福圓美里）、エターナルセーラーマーキュリー（金元寿子）、エターナルセーラーマーズ（佐藤利奈）、エターナルセーラージュピター（小清水亜美）、エターナルセーラーヴィーナス（伊藤静）、エターナルセーラーウラヌス（皆川純子）、エターナルセーラーネプチューン（大原さやか）、エターナルセーラープルート（前田愛）、エターナルセーラーサターン（藤井ゆきよ） | 「Moon Effect」                                                                                                  | 劇場アニメ『劇場版 美少女戦士セーラームーンEternal』関連曲                   |
| 2月16日  | パチンコ・パチスロ『ガールズ&パンツァー 劇場版』ボーカルミニアルバム「音楽道、まだまだ邁進中です!!!」 | 西住みほ（渕上舞）、西住まほ（田中理恵）、ダージリン（喜多村英梨）、ケイ（川澄綾子）、アンチョビ（吉岡麻耶）、カチューシャ（金元寿子）、西絹代（瀬戸麻沙美）、ミカ（能登麻美子） | 「ブレイブハーツ・アッセンブル」                                                                                 | パチンコ・パチスロ『ガールズ&パンツァー 劇場版』関連曲                       |
| 3月3日   | 弱キャラ友崎くん BD・DVD第1巻特典CD                                                                   | 日南葵（金元寿子） | 「Real Life Attack」                                                                                             | テレビアニメ『弱キャラ友崎くん』関連曲                                       |
| 3月3日   | 弱キャラ友崎くん BD・DVD第1巻特典CD                                                                   | 日南葵（金元寿子） | 「あやふわアスタリスク」                                                                                         | テレビアニメ『弱キャラ友崎くん』エンディングテーマ                           |
| 4月14日  | カンパイッ！                                                                                          | 割戸真友（金元寿子） | 「常勝＜INPUT＞」 「I will follow you!」 「カンパイッ！」                                                        | Webアニメ『幼女社長』関連曲                                                  |
| 4月14日  | カンパイッ！                                                                                          | 割戸真友（金元寿子） feat. 小岩井ことり | 「シャチクラーのテーマ」 「Special Thanks:You」                                                                  | Webアニメ『幼女社長』関連曲                                                  |
| 8月4日   | 弱キャラ友崎くん BD・DVD第6巻特典CD                                                                   | 日南葵（金元寿子）、七海みなみ（長谷川育美）、菊池風香（茅野愛衣）、夏林花火（前川涼子）、泉優鈴（稗田寧々） | 「カラフルエンドエピローグ」                                                                                     | テレビアニメ『弱キャラ友崎くん』関連曲                                       |
| 11月30日 | Darling in the Night                                                                                  | 七陰 | 「Darling in the Night」                                                                                         | テレビアニメ『陰の実力者になりたくて!』エンディングテーマ                    |
| 11月30日 | Flop Around                                                                                           | 和泉沢愛生（伊藤美来）、アメリア・アーヴィング（竹達彩奈）、イリヤ・イリューヒン（高橋李依）、バイ・モンファ（金元寿子）、カリン・イステル（高野麻里佳） | 「Flop Around」                                                                                                  | テレビアニメ『恋愛フロップス』エンディングテーマ                             |
| 2023年   | | | |                                                                              |
| 1月25日  | 恋愛フロップス Blu-ray BOX上巻 エンディングテーマ ソロver.DLカード                                    | バイ・モンファ（金元寿子） | 「Flop Around」                                                                                                  | テレビアニメ『恋愛フロップス』エンディングテーマ                             |
| 2月15日  | ひめごと＊クライシスターズ                                                                            | ONIMAI SISTERS | 「ひめごと＊クライシスターズ」                                                                                   | テレビアニメ『お兄ちゃんはおしまい！』エンディングテーマ                     |
| 2月15日  | ひめごと＊クライシスターズ                                                                            | 穂月かえで（金元寿子） | 「ひめごと＊クライシスターズ」                                                                                   | テレビアニメ『お兄ちゃんはおしまい！』関連曲                                 |
| 7月26日  | プリンセスコネクト！Re:Dive PRICONNE CHARACTER SONG 34                                                | ジータ（金元寿子） | 「ツバサのプロローグ」                                                                                           | ゲーム『プリンセスコネクト！Re:Dive』挿入歌                                  |
| 9月27日  | TVアニメ「ガールズ＆パンツァー」10周年ベストアルバム                                                  | 西住みほ（渕上舞）、ダージリン（喜多村英梨）、ケイ（川澄綾子）、アンチョビ（吉岡麻耶）、カチューシャ（金元寿子）、西住まほ（田中理恵） | 「Enter Enter MISSION! 第63回戦車道全国高校生大会ver.」                                                          | テレビアニメ『ガールズ&パンツァー』関連曲                                    |
| 2024年   | | | |                                                                              |
| 10月21日 | ブルーアーカイブ 青春あんさんぶる Vol.7 「美食研究会」                                                | 美食研究会 | 「美食追求の道 ～いただきます！～」                                                                              | ゲーム『ブルーアーカイブ』関連楽曲                                           |

### その他参加作品
| 発売日       | 商品名                      | 歌       | 楽曲 | 備考                                                      |
| ------------ | --------------------------- | -------- | --- | --------------------------------------------------------- |
| 2012年2月8日 | 新・百歌声爛II -女性声優編- | 金元寿子 | 「CAT'S EYE」〜 「笑顔に会いたい」〜 「ムーンライト伝説」〜 「LOVE☆トロピカ〜ナ」〜 「素敵な君」〜 「BEFOR DAWN」〜 「もう一度ピーターパン」〜 「走れ正直者」〜 「WILL」〜 「1/2」 |                                                           |
| 2012年9月5日 | Love Sick!/Dear My Friend   | Love it  | 「Love Sick!」 「Dear My Friend」 | ラジオ『ゆいこ・ひさこのでかした！RanQueen!』テーマソング |